# 德穆鎮區
德穆鎮區為緬甸實皆省德穆縣之首府。該鎮區也是德穆縣唯一的鎮區。

## 外部連結
- Maplandia World Gazetteer （页面存档备份，存于） - map showing the township boundary